# Distretto di Etrek
Il distretto di Etrek è un distretto del Turkmenistan situato nella provincia di Balkan.